# Nazionale maschile di calcio a 5 della Serbia
La nazionale di calcio a 5 della Serbia è, in senso generale, una qualsiasi delle selezioni nazionali di calcio a 5 della Federazione calcistica della Serbia che rappresentano la Serbia nelle varie competizioni ufficiali o amichevoli riservate a squadre nazionali.

## Storia
La nazionale ha subito il medesimo travaglio della federazione Jugoslava: conosciuta con il nome di nazionale di calcio a 5 della Jugoslavia fino al febbraio 2003 e come nazionale di calcio a 5 di Serbia e Montenegro dal febbraio 2003 al 28 giugno 2006, è stata la squadra di calcio a 5 nazionale della Jugoslavia fino al 2003, della Serbia e Montenegro dal 2003 al 2006 e rappresenta la sola Serbia dal 28 giugno 2006.
Nonostante non figuri nessun alloro nella sua bacheca, nel tempo tale selezione è riuscita a ben figurare in diversi appuntamenti internazionali, anche se ha avuto un periodo buio all'inizio degli anni 2000. Come Jugoslavia aveva ottenuto la qualificazione al FIFA Futsal World Championship 1992 ma così come la nazionale calcistica, venne estromessa come sanzione bellica e venne ripescato il Belgio. Nel 1996, riammessa alle qualificazioni, mancò di un soffio il pass per gli Europei ed i Mondiali, chiudendo il Girone 3 al pari con l'Ucraina ma venendo esclusa per la sconfitta nell scontro diretto.

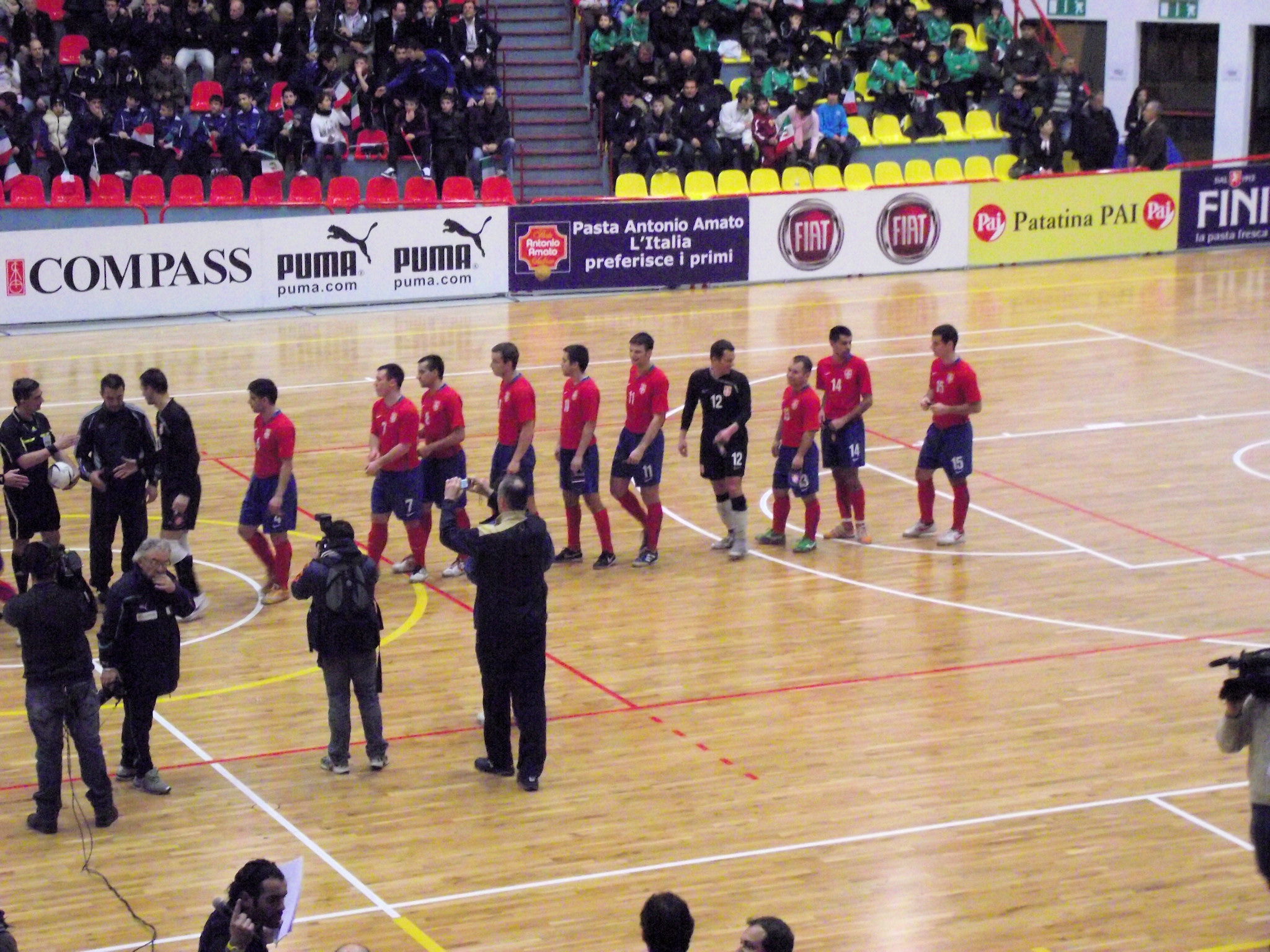
La nazionale serba prima dell'amichevole contro l'Italia disputata a Carbonia nel gennaio 2011

Nel 1999 guadagnò la fase finale del secondo europeo in Spagna ma terminò ultima nel girone A raccogliendo solo un pareggio con la selezione olandese. Alle qualificazioni per il FIFA Futsal World Championship 2000 giunse seconda nel proprio girone alle spalle dei Paesi Bassi, fallendo il passaggio del turno. Non toccò miglior sorte l'anno successivo in vista degli europei quando nel girone di Valladolid la Jugoslavia venne sconfitta di misura 3-2 dalla Spagna e mancò l'accesso alla fase finale. Ancora la Spagna campione del mondo e d'Europa in carica sbarrò la strada alla nazionale balcanica due anni dopo, a Zrenjanin fu di nuovo una vittoria di misura a escludere gli jugoslavi dalla fase finale.
Nel 2004 la Serbia Montenegro non è riuscita a qualificarsi per il mondiale giungendo alle spalle della nazionale slovena nel girone disputato proprio in casa di quest'ultima. Nel 2005 di nuovo a Zrenjanin è stata la Russia a giungere prima nel proprio girone, lasciando i serbomontenegrini a casa.
A inizio 2007 la nazionale serba ha ottenuto la qualificazione ai campionati europei che si sono tenuti a novembre in Portogallo: si tratta di un ritorno alle competizioni internazionali dopo sette anni di assenza per la selezione dell'est Europa (rappresentante ora la sola Serbia dopo l'indipendenza del Montenegro), ma l'avventura termina già nel primo turno in cui la nazionale serba si è opposta a Spagna, Russia e Ucraina. Fallita la qualificazione ai mondiali 2008, la Serbia ha in seguito ottenuto due qualificazioni consecutive agli europei del 2010 e del 2012, venendo in entrambi i casi eliminata ai quarti di finale.

## Statistiche

### Coppa del Mondo
| Anno   | Luogo         | Piazzamento      | Pd | V | N | P | GF | GS |
| ------ | ------------- | ---------------- | -- | - | - | - | -- | -- |
| 1989   | Paesi Bassi   | Non presente     | -  | - | - | - | -  | -  |
| 1992   | Hong Kong     | Esclusa          | -  | - | - | - | -  | -  |
| 1996   | Spagna        | Non qualificata  | -  | - | - | - | -  | -  |
| 2000   | Guatemala     | Non qualificata  | -  | - | - | - | -  | -  |
| 2004   | Taipei cinese | Non qualificata  | -  | - | - | - | -  | -  |
| 2008   | Brasile       | Non qualificata  | -  | - | - | - | -  | -  |
| 2012   | Thailandia    | Ottavi di finale | 4  | 2 | 1 | 1 | 13 | 7  |
| 2016   | Colombia      | Non qualificata  | -  | - | - | - | -  | -  |
| 2021   | Lituania      | Ottavi di finale | 4  | 1 | 0 | 3 | 14 | 11 |
| 2024   | Uzbekistan    |                  | -  | - | - | - | -  | -  |
| Totale |               | 2/9              | 8  | 3 | 1 | 4 | 27 | 18 |

### Campionato europeo
| Anno   | Luogo       | Piazzamento      | Pd | V | N | P  | GF | GS |
| ------ | ----------- | ---------------- | -- | - | - | -- | -- | -- |
| 1996   | Spagna      | Non qualificata  | -  | - | - | -  | -  | -  |
| 1999   | Spagna      | 1º turno         | 3  | 0 | 1 | 2  | 5  | 10 |
| 2001   | Russia      | Non qualificata  | -  | - | - | -  | -  | -  |
| 2003   | Italia      | Non qualificata  | -  | - | - | -  | -  | -  |
| 2005   | Rep. Ceca   | Non qualificata  | -  | - | - | -  | -  | -  |
| 2007   | Portogallo  | 1º turno         | 3  | 1 | 1 | 1  | 7  | 7  |
| 2010   | Ungheria    | Quarti di finale | 3  | 2 | 0 | 1  | 7  | 8  |
| 2012   | Croazia     | Quarti di finale | 3  | 1 | 0 | 2  | 11 | 12 |
| 2014   | Belgio      | Non qualificata  | -  | - | - | -  | -  | -  |
| 2016   | Serbia      | 4º posto         | 5  | 3 | 0 | 2  | 14 | 10 |
| 2018   | Slovenia    | Quarti di finale | 3  | 0 | 2 | 1  | 4  | 6  |
| 2022   | Paesi Bassi | 1º turno         | 3  | 1 | 0 | 2  | 6  | 12 |
| Totale |             | 7/12             | 23 | 8 | 4 | 11 | 54 | 65 |

## Rosa attuale
Aggiornata al Campionato europeo 2022
Allenatore:  Dejan Majes
| N. | Pos. | Giocatore           | Data nascita (età)          | Pres. | Reti | Squadra              |
| -- | ---- | ------------------- | --------------------------- | ----- | ---- | -------------------- |
| 1  | P    | Nemanja Momčilović  | 15 aprile 1991 (30 anni)    | n.d.  | n.d. | Mouvaux-Lille        |
| 2  | D    | Ninoslav Aleksić    | 3 febbraio 1995 (26 anni)   | n.d.  | n.d. | Kecskemet            |
| 3  | PV   | Mladen Kocić        | 22 ottobre 1988 (33 anni)   | n.d.  | n.d. | Loznica              |
| 4  | D    | Nikola Matijević    | 26 dicembre 1991 (30 anni)  | n.d.  | n.d. | Loznica              |
| 5  | D    | Kristijan Vasić     | 24 giugno 1999 (22 anni)    | n.d.  | n.d. | Ekonomac             |
| 6  | PV   | Denis Ramić         | 17 novembre 1994 (27 anni)  | n.d.  | n.d. | FON Banjica          |
| 7  | PV   | Dragan Tomić        | 25 marzo 1991 (30 anni)     | n.d.  | n.d. | Halle-Gooik          |
| 8  | PV   | Marko Pršić         | 13 settembre 1990 (31 anni) | n.d.  | n.d. | Al-Arabi             |
| 9  | PV   | Jovan Lazarević     | 11 settembre 1997 (24 anni) | n.d.  | n.d. | Tjumen'              |
| 10 | L    | Strahinja Petrov    | 14 dicembre 1993 (28 anni)  | n.d.  | n.d. | Real San Giuseppe    |
| 11 | U    | Stefan Rakić        | 22 novembre 1993 (28 anni)  | n.d.  | n.d. | Rekord Bielsko-Biała |
| 12 | P    | Jakov Vulić         | 10 marzo 1992 (29 anni)     | n.d.  | n.d. | FON Banjica          |
| 14 | D    | Slobodan Rajčević   | 28 febbraio 1985 (36 anni)  | n.d.  | n.d. | FON Banjica          |
| 15 | L    | Lazar Milosavljević | 20 ottobre 1998 (23 anni)   | n.d.  | n.d. | FON Banjica          |
| 19 | L    | Andreja Stojcevski  | 6 agosto 1998 (23 anni)     | n.d.  | n.d. | Novi Pazar           |

## Tutte le rose

### Coppa del Mondo
Coppa del Mondo di calcio a 5 FIFA 20121 Miodrag Aksentijević, 2 Stefan Rakić, 3 Aleksandar Živanović, 4 Vladimir Milosavac, 5 Bojan Pavićević, 6 Boris Čizmar, 7 Slobodan Janjić, 8 Marko Pršić, 9 Vladimir Lazić, 10 Mladen Kocić, 11 Dragan Dordević, 12 Aleksa Antonić, 13 Vidan Bojović, 14 Slobodan Rajčević, CT: Aca Kovačević
Coppa del Mondo di calcio a 5 FIFA 20211 Miodrag Aksentijević, 2 Ninoslav Aleksić, 3 Mladen Kocić, 4 Lazar Milosavljević, 5 Davor Popovič, 6 Denis Ramić, 7 Dragan Tomić, 8 Marko Pršić, 9 Jovan Lazarević, 10 Strahinja Petrov, 11 Stefan Rakić, 12 Jakov Vulić, 13 Miloš Stojković, 14 Slobodan Rajčević, 15 Marko Radovanović, 16 Nikola Josimović, CT: Dejan Majes

### Campionato europeo
Campionato europeo di calcio a 5 19991 Ljubiša Ranđelović, 2 Željko Dragoljević, 3 Zoran Novaković, 4 Igor Ćetković, 5 Vojkan Vukmirović, 6 Zoran Zarić, 7 Nikola Vignjević, 8 Velimir Andrejić, 9 Zoran Pržulj, 10 Miodrag Petrika, 11 Andrija Vujović, 12 Ratko Matijašević, 13 Dragan Đokić, 14 Safet Kalezić, CT: Lajoš Kokai
Campionato europeo di calcio a 5 20071 Predrag Brzaković, 2 Marko Perić, 3 Igor Šošo, 4 Vladan Cvetanović, 5 Bojan Pavićević, 6 Milan Živić, 7 Milan Bogdanović, 8 Zoran Dimić, 9 Milan Rakić, 10 Predrag Rajić, 11 Željko Borojević, 12 Vladimir Ranisavljević, 13 Vidan Bojović, 14 Slobodan Rajčević, CT: Aca Kovačević
Campionato europeo di calcio a 5 20101 Ivan Stojanović, 2 Marko Perić, 3 Mladen Kocić, 4 Slobodan Janjić, 5 Bojan Pavićević, 6 Vladimir Milosavac, 7 Milan Bogdanović, 8 Milan Rakić, 9 Vladimir Lazić, 10 Aleksandar Tomin, 11 Željko Borojević, 12 Vladimir Ranisavljević, 13 Vidan Bojović, 14 Slobodan Rajčević, CT: Aca Kovačević
Campionato europeo di calcio a 5 20121 Miodrag Aksentijević, 2 Miloš Milačić, 3 Aleksandar Živanović, 4 Vladimir Milosavac, 5 Bojan Pavićević, 6 Boris Čizmar, 7 Slobodan Janjić, 8 Marko Pršić, 9 Vladimir Lazić, 10 Mladen Kocić, 12 Nicola Josimović, 13 Vidan Bojović, 14 Slobodan Rajčević, CT: Aca Kovačević
Campionato europeo di calcio a 5 20161 Miodrag Aksentijević, 2 Marko Perić, 3 Aleksandar Živanović, 4 Stefan Rakić, 5 Marko Radovanović, 6 Dušan Milojević, 7 Slobodan Janjić, 8 Marko Pršić, 9 Vladimir Lazić, 10 Mladen Kocić, 11 Miloš Simić, 12 Nemanja Momčilović, 13 Miloš Stojković, 14 Slobodan Rajčević, CT: Aca Kovačević
Campionato europeo di calcio a 5 20181 Miodrag Aksentijević, 2 Marko Perić, 3 Nikola Matijević, 4 Stefan Rakić, 5 Vladimir Milosavac, 6 Denis Ramić, 7 Dragan Tomić, 8 Andrija Stanković, 9 Marko Radovanović, 10 Mladen Kocić, 11 Miloš Simić, 12 Nemanja Momčilović, 14 Slobodan Rajčević, 20 Jakov Vulić, CT: Goran Ivančić
Campionato europeo di calcio a 5 20221 Nemanja Momčilović, 2 Ninoslav Aleksić, 3 Mladen Kocić, 4 Nikola Matijević, 5 (Kristijan Vasić), 6 Denis Ramić, 7 Dragan Tomić, 8 Marko Pršić, 9 Jovan Lazarević, 10 Strahinja Petrov, 11 Stefan Rakić, 12 Jakov Vulić, 14 Slobodan Rajčević, 15 Lazar Milosavljević, 19 Andreja Stojčevski, CT: Dejan Majes